# دریم چیسر
| فضاپیمای مدارگرد دریم چیسر                                    | فضاپیمای مدارگرد دریم چیسر                                                       | فضاپیمای مدارگرد دریم چیسر                                                       |
| ------------------------------------------------------------- | -------------------------------------------------------------------------------- | -------------------------------------------------------------------------------- |
| تصویر کامپیوتری از اتصال دریم چیسر به ایستگاه فضایی بین‌المللی |                                                                                  |                                                                                  |
| توضیحات                                                       |                                                                                  |                                                                                  |
| وظیفه:                                                        | بخشی از برنامه تجاری ناسا برای رساندن افراد و تجهیزات به ایستگاه فضایی بین‌المللی | بخشی از برنامه تجاری ناسا برای رساندن افراد و تجهیزات به ایستگاه فضایی بین‌المللی |
| سرنشینان:                                                     | تا ۷ نفر                                                                         | تا ۷ نفر                                                                         |
| ابعاد                                                         |                                                                                  |                                                                                  |
| طول:                                                          | ۹ متر                                                                            |                                                                                  |
| اندازه بال:                                                   | ۷ متر                                                                            |                                                                                  |
| حجم:                                                          | ۱۶ متر مکعب                                                                      |                                                                                  |
| وزن:                                                          | ۱۱٫۳۴۰ کیلوگرم                                                                   |                                                                                  |
| کارایی                                                        |                                                                                  |                                                                                  |
| مدت‌زمان پرواز:                                                | حداقل ۲۱۰ روز                                                                    | حداقل ۲۱۰ روز                                                                    |
| بازگشت:                                                       | کمتر از ۱٫۵ نیروی جی                                                             | کمتر از ۱٫۵ نیروی جی                                                             |

دریم چیسر (به انگلیسی: Dream Chaser) یک فضاپیمای مداری سرنشین‌دار پرواز عمودی، فرود افقی ساخته شده توسط شرکت سیرا نوادا است. دریم چیسر برای حمل ۷ سرنشین به مدارهای نزدیک زمین طراحی شده‌است. این فضاپیما به صورت عمودی با موشک اتلس ۵ پرتاب شده و به صورت افقی توانایی فرود بروی باندهای فرود معمولی را دارد.